# 船方総合農場
船方総合農場（ふなかたそうごうのうじょう）は、山口県山口市阿東徳佐下にある観光牧場。船方農場（ふなかたのうじょう）で案内されることも多い。

## 沿革
母体は1969年設立の有限会社船方総合農場。「農業基盤のない青年でも、農村で生き残れる手段を提供する場」を目指し、商業的な酪農経営・稲作経営を行う一方で、1984年に都市と農村の交流を目指した観光牧場を開設する。
1990年には中小企業等協同組合法に基づく事業協同組合（農業協同組合の要素を含む）であるみどりの風協同組合を設立し、株式会社みるくたうん（ソーセージ、乳製品等の製造販売）、株式会社グリーンヒル・アトー（都市と農村の交流イベントの企画運営など）と連携して農場の一体的運営を行っている。

## 概要
「0円リゾート」を謳い、入場料・見学料は原則として不要。キャンプ場、バーベキューサイトの他、引退した農耕車（ハーベスター）等を生かした広場・公園が整備されている。物販施設もあるほか、シーズンにはリンゴ狩りも行われる（もぎ取りのみ有料）。

## アクセス
- 中国自動車道鹿野ICから国道315号を北上、約30分（近くに案内板あり）。
- 山口線徳佐駅から徒歩約30分。